# Station Haguenau
Station Haguenau is een spoorwegstation in de Franse gemeente Haguenau. Het wordt bediend door de TER Alsace.

## Geschiedenis
Het eerste station van Haguenau werd gebouwd in 1855 bij de ingebruikname van de lijn Straatsburg — Wissembourg. Het werd vernield, maar de materialen werden deels hergebruikt voor de oprichting van een ander gebouw in de stad. Het tweede stationsgebouw uit 1892 werd vernield bij de gevechten voor de bevrijding van de Elzas in 1944. Het huidige gebouw dateert uit 1951.

## Treindienst
| Serie      | Treinsoort | Route                                     | Bijzonderheden |
| ---------- | ---------- | ----------------------------------------- | -------------- |
| TER 830500 | TER (SNCF) | Strasbourg-Ville – Haguenau – Wissembourg |                |